# Крадливата сврака
Крадливата сврака (на италиански: La gazza ladra; на английски: The Thieving Magpie) е мелодрама или опера семисерия (полу-сериозна опера) в две действия от италиански композитор Джоакино Росини и либрето от Джовани Герардини по мотиви от сценария „La pie voleuse“ на френските сценаристи Теодор Бодуин Д' Обини и Луи-Шарл Кайние.